# 山北町

御殿場線谷峨駅付近の国道246号と東名高速道路酒匂川橋（正面の高架）

山北町（やまきたまち）は、神奈川県の西部に位置し、足柄上郡に属する町。町内には1978年に完成した丹沢湖がある。

## 地理
横浜市から西へ直線距離で50km、神奈川県の最西端に位置し、山梨県・静岡県と境を接する。面積は224.70km2で、神奈川県の自治体の中では横浜市や相模原市に次ぐ広さとなっている。町域の大半は丹沢山地であり、丹沢大山国定公園に指定されている。町のほぼ中央には丹沢湖があり、キャンプやハイキングなどの行楽・観光のために、のべ人数にして年間約150万人以上訪れる。国道246号や御殿場線など、町域を東西に貫通する主要な街道や鉄道路線は町の南部に集中しており、市街地もそれに沿っている。町内に東名高速道路のインターチェンジはないが、他の幹線道路と同様に町域を通過している。渋滞ポイントとして知られる都夫良野トンネルは山北町の都夫良野地区にある。明治時代、東海道本線の開業とともに交通の要衝として栄えたが、同線が丹那トンネルの開通により経路を変更し、御殿場線となって以来、鉄道中継地としての役割は低下した。
町は森林セラピー基地に認定されている。
- 山：丸山、浅間山、鳥手山、城山、大野山、不老山、権現山（世附）、権現山（箒沢）、三国山、菰釣山、屏風岩山、大界木山、畦ヶ丸、加入道山、大室山、檜洞丸、蛭ヶ岳、丹沢山、塔ノ岳、鍋割山、雨山、檜岳、日影山、高松山
- 河川：酒匂川、玄倉川、河内川、鮎沢川、皆瀬川、世附川
- 滝：洒水ノ滝、ボウズクリの滝、本棚、下棚、大棚
- 湖沼：丹沢湖
- ダム：三保ダム

### 隣接している自治体・行政区
神奈川県
- 相模原市（緑区）
- 秦野市
- 南足柄市
- 足柄上郡：松田町、開成町
- 愛甲郡：清川村

山梨県
- 南都留郡：道志村、山中湖村

静岡県
- 駿東郡：小山町

## 歴史
- 1889年（明治22年）4月1日 - 町村制の施行により、川村岸、川村向原、川村山北の区域及び湯触村の区域の内、飛地の区域をもって、川村が発足する。
- 1933年（昭和8年）4月1日 - 川村が町制施行及び名称を変更して、山北町となる。
- 1955年（昭和30年）2月1日 - 山北町、共和村、三保村及び清水村が合併して、改めて山北町が発足する。
- 1955年（昭和30年）4月1日 - 北足柄村の区域の内、大字平山の区域を編入する。
- 1972年（昭和47年）7月12日 - 梅雨前線豪雨（昭和47年7月豪雨）により土砂災害が多数発生、死者・行方不明者9人。神奈川県が山北町に対し、災害救助法の適用を決定[1]。
- 1978年（昭和53年）4月9日 - 谷峨地内で山火事。国道246号をまたいで約60haが焼失[2]。
- 1999年（平成11年）8月14日 - 玄倉川水難事故[3]

## 人口
| |                                        |  |
| 山北町と全国の年齢別人口分布（2005年） | 山北町の年齢・男女別人口分布（2005年） |  |
| ■紫色 ― 山北町 ■緑色 ― 日本全国 | ■青色 ― 男性 ■赤色 ― 女性              |  |
| 山北町（に相当する地域）の人口の推移 \| 1970年（昭和45年） \| 14,235人 \| \| \| 1975年（昭和50年） \| 14,130人 \| \| \| 1980年（昭和55年） \| 13,803人 \| \| \| 1985年（昭和60年） \| 14,082人 \| \| \| 1990年（平成2年） \| 14,342人 \| \| \| 1995年（平成7年） \| 14,340人 \| \| \| 2000年（平成12年） \| 13,605人 \| \| \| 2005年（平成17年） \| 12,655人 \| \| \| 2010年（平成22年） \| 11,764人 \| \| \| 2015年（平成27年） \| 10,724人 \| \| \| 2020年（令和2年） \| 9,761人 \| \| |                                        |  |
| 総務省統計局 国勢調査より |                                        |  |
| 1970年（昭和45年） | 14,235人                               |  |
| 1975年（昭和50年） | 14,130人                               |  |
| 1980年（昭和55年） | 13,803人                               |  |
| 1985年（昭和60年） | 14,082人                               |  |
| 1990年（平成2年） | 14,342人                               |  |
| 1995年（平成7年） | 14,340人                               |  |
| 2000年（平成12年） | 13,605人                               |  |
| 2005年（平成17年） | 12,655人                               |  |
| 2010年（平成22年） | 11,764人                               |  |
| 2015年（平成27年） | 10,724人                               |  |
| 2020年（令和2年） | 9,761人                                |  |

## 行政
- 町長 - 湯川裕司　（ゆかわ ゆうじ）（2010年7月、2014年7月、2018年7月就任[4]。3期目）
- 町職員数 - 150人（2018年4月1日現在）[5]

## 立法
- 町議会議長 - 府川輝夫（ふかわ てるお）（2015年選出）
- 町議会議員数 - 14人（任期満了日2023年4月30日）

## 地区
- 旧山北町（川村）
  - 向原（むこうはら） - 旧川村向原
  - 岸（きし） - 旧川村岸
  - 山北（やまきた） - 旧川村山北
- 平山（ひらやま） - 旧平山村（北足柄村）
- 旧共和村
  - 都夫良野（つぶらの） - 旧都夫良野村
  - 皆瀬川（みなせがわ） - 旧皆瀬川村
- 旧清水村
  - 谷ケ（やが） - 旧谷ケ村
  - 川西（かわにし） - 旧川西村
  - 湯触（ゆぶれ） - 旧湯触村
  - 山市場（やまいちば） - 旧山市場村
  - 神縄（かみなわ） - 旧神縄村
- 旧三保村
  - 神尾田（かみおだ） - 旧神縄村
  - 玄倉（くろくら） - 旧玄倉村
  - 中川（なかがわ） - 旧中川村
  - 世附（よづく） - 旧世附村

## 姉妹都市・提携都市

### 国内
- 品川区（東京都）
  - 1988年4月18日交流協定締結

## 教育

### 小学校
- 山北町立川村小学校

### 中学校
- 山北町立山北中学校

### 高等学校
- 神奈川県立山北高等学校
- 鹿島山北高等学校

### 社会教育
- 山北町立生涯学習センター

### 博物館・資料館
- 丹沢湖記念館
- 丹沢林業館
- 丹沢湖ビジターセンター

### 体育施設
- 山北町スポーツ広場
- 山北町立体育館
- 河内川カヌー場
- 町営プール
- ぐみの木近隣公園

## 交通

### 鉄道路線
- 東海旅客鉄道（JR東海）
  - CB 御殿場線：東山北駅 - 山北駅 - 谷峨駅

中心となる駅：山北駅

### バス路線
- 富士急モビリティ
- 山北町循環バス（2005年12月1日より運行開始）
- 小田急ハイウェイバス
- JR東名ハイウェイバス

都道府県庁への連絡
御殿場線利用、国府津駅で東海道本線乗り換えで横浜駅。

### 道路
高速道路・有料道路
- 東名高速道路（山北BS・鮎沢PA）

※町内にインターチェンジはない（最寄りは大井松田IC）。なお、新東名高速道路の山北SICが建設中である。
一般国道
- 国道246号
  - 山北バイパス

主要地方道
- 神奈川県道74号小田原山北線
- 神奈川県道76号山北藤野線

その他の県道
- 神奈川県道710号神縄神山線
- 神奈川県道721号東山北停車場線
- 神奈川県道725号玄倉山北線
- 神奈川県道726号矢倉沢山北線
- 神奈川県道727号川西線
- 神奈川県道728号谷峨停車場線
- 神奈川県道729号山北山中湖線
- 神奈川県道730号山中湖小山線

## 郵便番号
- 郵便番号は、以下の通りである。2006年9月11日に変更。
  - 山北郵便局：258-01xx、258-02xx

## 産業
山北町は東名高速道路・国道246号を利用すると都心へのアクセスが容易なため、近隣の小田原市同様工場が多いが、県内では自然が多いので数少ない酒処となっている。またダムがあることから水力発電所も多い。

### 工場がある企業
- 三菱ガス化学
- 羽田コンクリート工業
- 東レ・ダウコーニング

### 発電所
- 東京発電田之入発電所
- 神奈川県企業庁企業局玄倉第1発電所、玄倉第2発電所

ほか小規模なもの数箇所

### 酒蔵
山北町は、県内を代表する日本酒の産地である。以下のような銘柄が生産されている。
- 丹沢山
- 隆

### 畜産
- 大野山かどやファーム - 2016年まで大野山に存在した神奈川県営の大野山乳牛育成牧場の跡地に開設された。足柄牛の飼育を行う。
- 薫る野牧場 - 大野山乳牛育成牧場跡地に2018年に開設された、山地酪農を行う牧場。

### 6次産業
- 耕栄ファクトリーファーム

## 名所・旧跡・観光スポット・祭事・催事

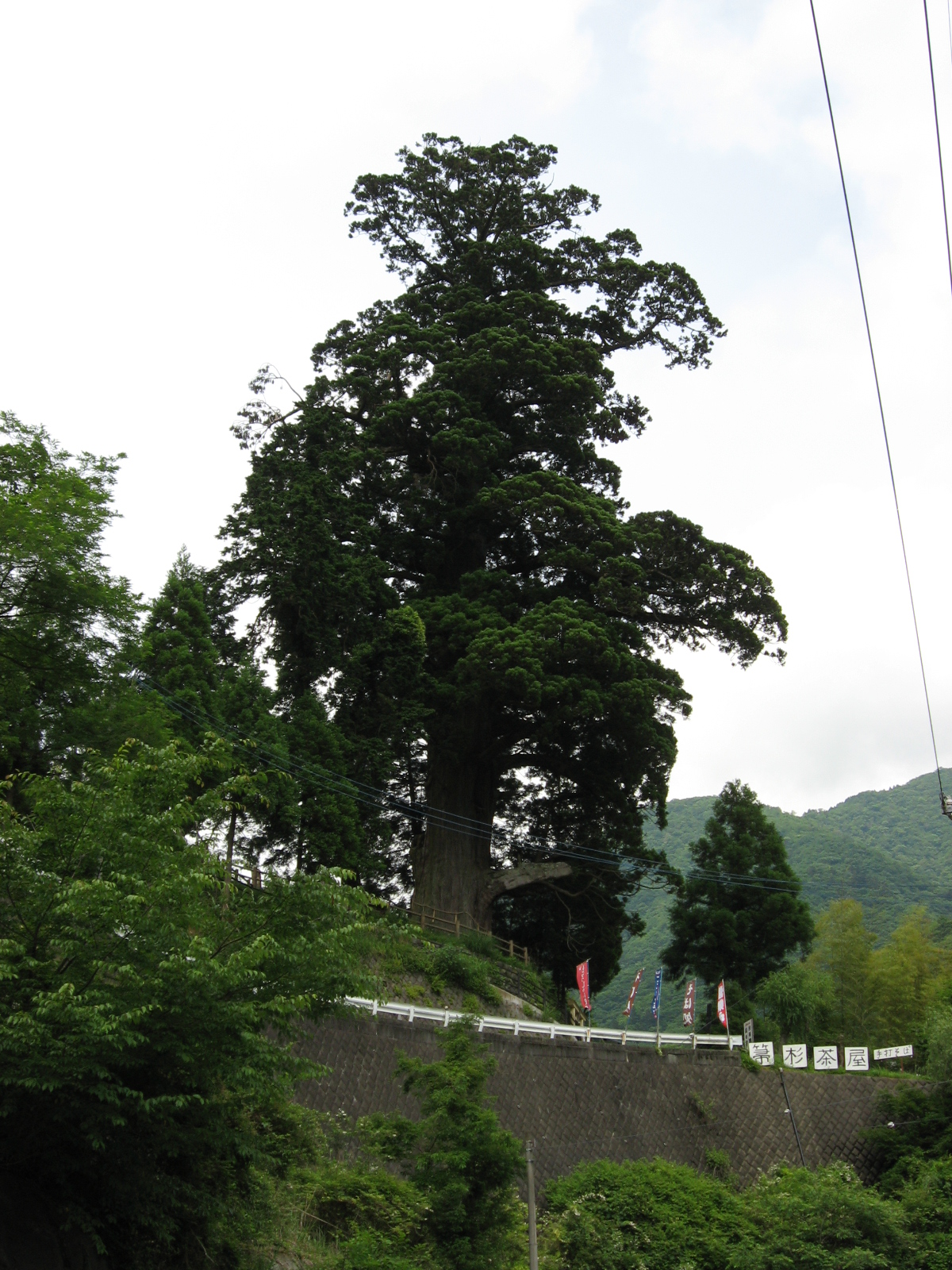
中川の箒杉

- 洒水の滝（しゃすいのたき） （神奈川県の名勝）は、酒匂川の上流・滝沢川にあり、日本の滝100選に、その水は日本の名水100選に選ばれている。また、丹沢湖も日本のダム湖100選に選ばれた。
- 中川の箒杉（なかがわのほうきすぎ） 樹齢推定2000年の巨木。新日本名木百選、かながわの名木100選などに指定されている。

### 温泉
- 中川温泉

### キャンプ場
- 山北町立河内川ふれあいビレッジ
- 丹沢湖キャンプサイド
- 世附キャンプセンター
- 世附ロッジ
- 丹沢湖ロッヂ
- 西丹沢中川ロッジ
- 西丹沢コテージキャンプ場
- バウアーハウスジャパンキャンプ場

### 祭り
- やまきた桜まつり（3月下旬 - 4月上旬）
- 丹沢湖花火大会
- 西丹沢もみじまつり

### 伝統芸能
- 山北のお峯入り - 1981年1月21日に国の重要無形民俗文化財に指定された。
- 世附の百万遍念仏 - 1978年6月23日に神奈川県の無形民俗文化財に指定された。
- 室生神社の流鏑馬 - 1995年2月14日に神奈川県の無形民俗文化財に指定された。

### イベント
- フィッシングフェスティバルIN丹沢湖
- カヌーマラソンIN丹沢湖
- 丹沢湖マラソン

### スポーツ
- リバーサカワゴルフクラブ

### 自然

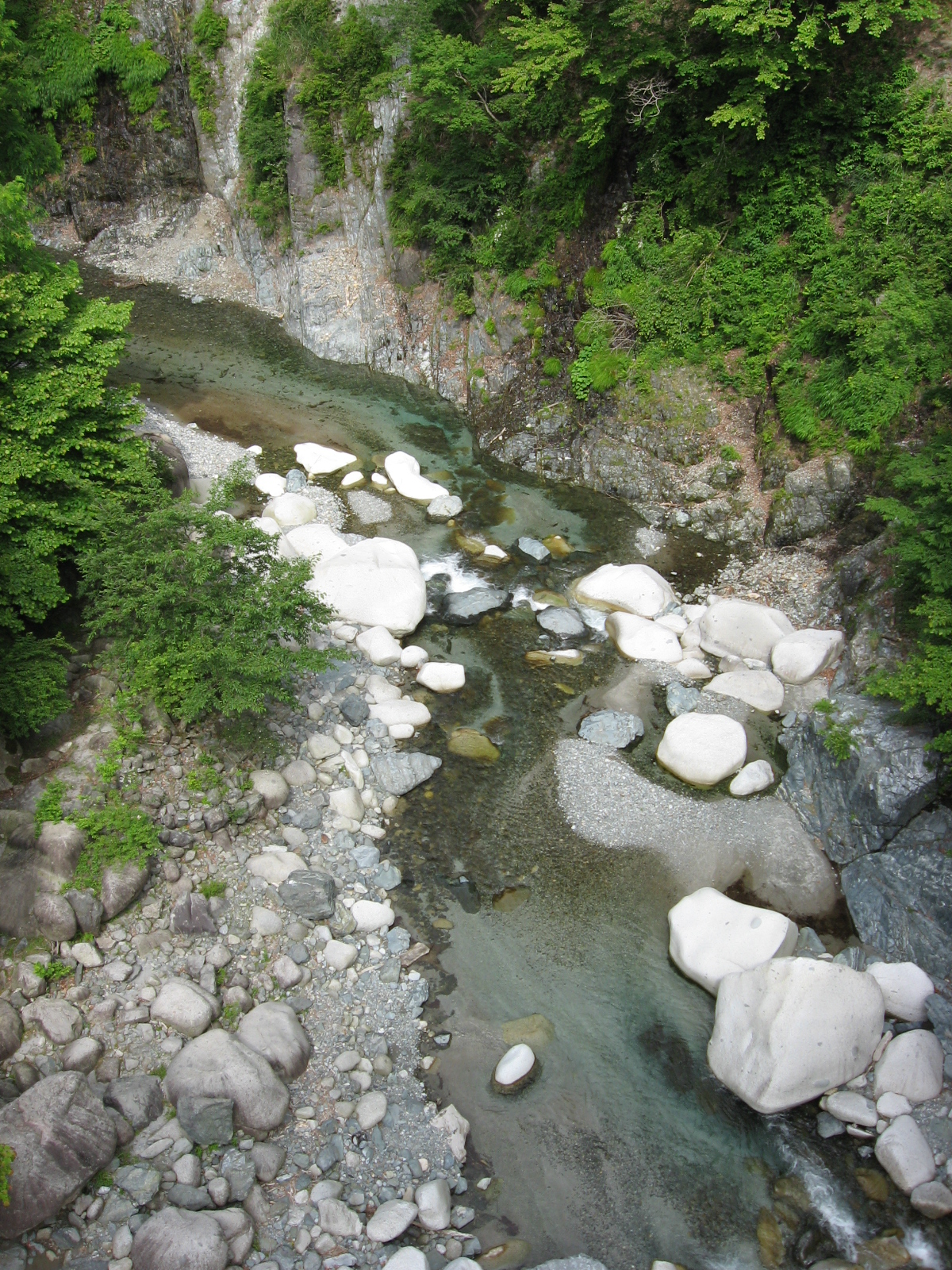
ユーシン渓谷

- ユーシン渓谷
- 西丹沢県民の森
- 山北の桜並木

### 旧跡
- 河村城址

### 公園
- 河村城址歴史公園
- 山北鉄道公園
- 山北つぶらの公園

### その他
- 道の駅山北

## 著名な出身者
- 尾崎朱美（陸上競技長距離走・マラソン選手）
- 尾崎好美（陸上長距離・マラソン選手、尾崎朱美の実妹）
- 小菅丹治（伊勢丹創業者）
- 小酒部泰暉[6]（バスケットボール選手）